# Cipru la Concursul Muzical Eurovision 2010
Cipru participă la concursul muzical Eurovision 2010. Concursul național de determinare a reprezentanților țării, organizat de Cyprus Broadcasting Corporation, a avut finala la 7 februarie 2010. Au câștigat Jon Lilygreen și The Islanders cu melodia Life Looks Better In Spring.